# Stazione di Porto Ceresio
Stazione di Porto Ceresio vasútállomás Olaszországban, Lombardia régióban, Porto Ceresio településen.

## Vasútvonalak
Az állomást az alábbi vasútvonalak érintik:
- Varese-Porto Ceresio-vasútvonal

## Kapcsolódó állomások
A vasútállomáshoz az alábbi állomások vannak a legközelebb:
- Stazione di Bisuschio-Viggiù (stazione di Milano Porta Garibaldi superficie, Stabio/Porto Ceresio–Milánó-vasútvonal, RE5)